# Manuel Padilla (político argentino)
Manuel Padilla (Córdoba, 1821 - íd., 1862) fue un abogado y político argentino, miembro del Congreso que sancionó la Constitución Argentina de 1853.

## Trayectoria
Estudió en la Universidad Nacional de Córdoba y se doctoró en derecho en 1842. Se radicó en Jujuy, donde fue miembro del tribunal provincial de justicia. Se casó con la hija del doctor José Benito Bárcena, uno de los líderes opositores al caudillo jujeño Mariano Iturbe. Fue varias veces diputado provincial.
En enero de 1849 fue elegido gobernador Pedro Castañeda, pero fue derrocado por los unitarios. Iturbe y el gobernador salteño Vicente Tamayo lo repusieron en el cargo. Para calmar los ánimos, Castañeda hizo elegir una nueva legislatura, formada por igual número de unitarios y de federales, lo que afianzó al grupo dirigido por Bárcena y el coronel Mariano Santibáñez. Estos llevaron al gobierno a José López Villar, el más moderado de los federales, al que rodearon para que su gobierno fuera plenamente unitario. Bajo este régimen, Padilla fue diputado provincial y redactó el reglamento de administración de justicia.
Iturbe pidió la ayuda del nuevo gobernador salteño José Manuel Saravia, que derrocó a López Villar y fusiló a Santibáñez. Padilla, que huía junto a este, logró salvarse huyendo a Bolivia.
Regresó a Jujuy poco después de la noticia de la batalla de Caseros y fue uno de los más entusiastas partidarios de la pena de muerte para Iturbe, que se cumplió poco después. Volvió a su banca de diputado provincial, logró la anulación de todas las medidas del último gobierno de Iturbe y puso en el poder a su suegro.
Fue elegido diputado al Congreso Nacional Constituyente de Santa Fe, donde tuvo una participación poco destacada. Votó favorablemente y firmó la Constitución Argentina de 1853. Al año siguiente fue elegido diputado nacional.
Fue miembro de la convención constituyente provincial, y más tarde ejerció como juez. Como dirigente destacado del partido unitario, fue diputado provincial por varios años. Volvió a ser diputado nacional en 1860.
Tras la desaparición del gobierno nacional con la batalla de Pavón volvió a Jujuy. Allí apoyó la victoria porteña y participó en la presión ejercida sobre el gobierno salteño para que dejara el poder a los unitarios. Volvió a ser elegido diputado en el Congreso Nacional en 1862, pero falleció en viaje a Buenos Aires.
Fue el padre de Pablo Padilla y Bárcena, obispo de Salta.